# 湯谷杏吏
湯谷 杏吏（ゆたに あずり、2002年7月8日 - ）は、 広島県出身のプロサッカー選手。Jリーグ・ベガルタ仙台所属。ポジションはミッドフィールダー。

## 経歴

### プロ入り前
名前の「杏吏」は父親が好きだったイタリア代表の呼称アズーリ（Azzurri）に由来。サンフレッチェ広島F.Cジュニアユース卒業後は興國高等学校へ進学の為に単身大阪へ。高校２年次に激戦区の大阪予選を勝ち抜き、同校のサッカー部では初の選手権出場を決めた。高校卒業時にはJFLチームのオファーか大学への進学か悩みぬいて中央大学への進学を決めた。

### ベガルタ仙台
2024年8月22日、ベガルタ仙台に加入することが内定。また2024年の特別指定選手となった。生まれ年が2002年日韓大会と同じでイタリア代表が仙台でキャンプした点、名前が同代表の愛称と一致している点がサポーターの話題となった。
2025年3月26日、YBCルヴァンカップ1st 第1回戦の栃木SC戦でプロデビューを飾った。

## 所属クラブ
- サンフレッチェ広島ジュニア
- サンフレッチェ広島ジュニアユース
- 興國高等学校
- 2021年 - 2024年 中央大学
  - 2024年  ベガルタ仙台 (特別指定選手)
- 2025年 -  ベガルタ仙台

## 個人成績
| 国内大会個人成績 | 国内大会個人成績 | 国内大会個人成績 | 国内大会個人成績 | 国内大会個人成績 | 国内大会個人成績 | 国内大会個人成績 | 国内大会個人成績 | 国内大会個人成績 | 国内大会個人成績 | 国内大会個人成績 | 国内大会個人成績 |
| 年度             | クラブ           | 背番号           | リーグ           | リーグ戦         | リーグ戦         | リーグ杯         | リーグ杯         | オープン杯       | オープン杯       | 期間通算         | 期間通算         |
| 年度             | クラブ           | 背番号           | リーグ           | 出場             | 得点             | 出場             | 得点             | 出場             | 得点             | 出場             | 得点             |
| 日本             | 日本             | 日本             | 日本             | リーグ戦         | リーグ戦         | リーグ杯         | リーグ杯         | 天皇杯           | 天皇杯           | 期間通算         | 期間通算         |
| ---------------- | ---------------- | ---------------- | ---------------- | ---------------- | ---------------- | ---------------- | ---------------- | ---------------- | ---------------- | ---------------- | ---------------- |
| 2025             | 仙台             | 4                | J2               |                  |                  |                  |                  |                  |                  |                  |                  |
| 通算             | 日本             | 日本             | J2               | 0                | 0                | 0                | 0                | 0                | 0                | 0                | 0                |
| 総通算           | 総通算           | 総通算           | 総通算           | 0                | 0                | 0                | 0                | 0                | 0                | 0                | 0                |

- 2024年は特別指定選手（背番号42、出場なし）

## タイトル

### クラブ
興國高等学校
- 全国高等学校サッカー選手権大阪府大会：1回（2019年）